# طارق السکتیوی
طارق السکتیوی (عربی: طارق السكتيوي؛ زادهٔ ۱۳ مهٔ ۱۹۷۷) بازیکن سابق و مربی فوتبال اهل مراکش است.
از باشگاه‌هایی که در آن بازی کرده‌است می‌توان به باشگاه فوتبال ویلم دوم، باشگاه ورزشی مغرب فاسی، باشگاه فوتبال عجمان امارات، باشگاه فوتبال آزد آلکمار، باشگاه ورزشی ماریتیمو، باشگاه فوتبال اوسر، و باشگاه فوتبال پورتو اشاره کرد.
وی همچنین در تیم ملی فوتبال مراکش بازی کرده‌است.